# Мала антилска игуана
Iguana delicatissima је гмизавац из реда Squamata и фамилије Iguanidae. 

## Угроженост
Ова врста се сматра рањивом у погледу угрожености врсте од изумирања.

## Распрострањење
Ареал врсте покрива средњи број држава. 
Врста је присутна у Антигви и Барбуди, Гваделупу, Доминици, Мартинику и Холандским Антилима.
Изумрла је у Сент Китсу и Невису.

## Станиште
Станишта врсте су грмље, мангрове, и тропске шуме.

## Начин живота
Врста Iguana delicatissima прави гнезда. Храни се лишћем, цвећем и воћем.